# Symphorce
Symphorce a fost o trupă germană de power metal progresiv, formată în 1998.

## Componența finală
- Andy B. Franck     -    Voce
- Cédric "Cede" Dupont -   Chitară
- Markus Pohl        -    Chitară
- Dennis Wohlbold    -    chitară bas
- Steffen Theurer    -    baterie

## Foști membri
- Sascha Sauer           -    baterie (2001–2005)
- Stefan Koellner        -    baterie (1999–2000)
- H.P. Walter            -    clape (1999–2000)
- Mike Hammer            -    chitară bas (1999)
- Stefan Bertolla        -    chitară (1999)

## Discografie
- Truth to Promises (1999)
- Sinctuary (2000)
- Phorceful Ahead (2002)
- Twice Second (2004)
- Godspeed (2005)
- Become Death (2007)
- Unrestricted (2010)